# Xuba
Xuba (kinesiska: 胥坝)  är en socken i östra Kina. Den ligger i stadsdistriktet Yi'an i staden Tongling i provinsen Anhui, omkring 100 kilometer sydost om provinshuvudstaden Hefei. Antalet invånare är 21595. Befolkningen består av 10 984 kvinnor och 10 611 män. Barn under 15 år utgör 14,0 %, vuxna 15-64 år 70 %, och äldre över 65 år 14,0 %.